# Municipio de Franklin (condado de Tuscarawas)
El municipio de Franklin (en inglés: Franklin Township) es un municipio ubicado en el condado de Tuscarawas en el estado estadounidense de Ohio. En el año 2010 tenía una población de 4698 habitantes y una densidad poblacional de 77,69 personas por km².

## Geografía
El municipio de Franklin se encuentra ubicado en las coordenadas 40°35′57″N 81°32′38″O / 40.59917, -81.54389. Según la Oficina del Censo de los Estados Unidos, el municipio tiene una superficie total de 60.47 km², de la cual 59.68 km² corresponden a tierra firme y (1.31%) 0.79 km² es agua.

## Demografía
Según el censo de 2010, había 4698 personas residiendo en el municipio de Franklin. La densidad de población era de 77,69 hab./km². De los 4698 habitantes, el municipio de Franklin estaba compuesto por el 97.7% blancos, el 0.26% eran afroamericanos, el 0.06% eran amerindios, el 0.26% eran asiáticos, el 0.32% eran isleños del Pacífico, el 0.53% eran de otras razas y el 0.87% pertenecían a dos o más razas. Del total de la población el 1.15% eran hispanos o latinos de cualquier raza.